# Los Banos (Kalifornija)
Los Banos je grad u američkoj saveznoj državi Kalifornija. Prema popisu stanovništva iz 2010. u njemu je živjelo 35.972 stanovnika.